# Збирка минијатурних књига „Наташа Ршумовић"
Збирка минијатурних књига „Наташа Ршумовић” је колекција књига коју чини више од 3.500 минијатурних издања и налази се у Удружењу за културу, уметност и међународну сарадњу „Адлигат” у Београду. Носи назив по покојној супрузи песника Љубивоја Ршумовића, једном од оснивача и чланова Управног одбора Удружења, који је 2017. године овој институцији поклонио више стотина минијатурних књига које је Наташа током живота сакупила. Заједно са колекцијом које је Удружење већ поседовало, формирана је једна од највећих таквих специјализованих целина у Европи.

## О минијатурним књигама
Стандард по коме се књига класификује као минијатурна више се пута мењао током историје, а био је различито дефинисан и у различитим државама. Данас најчешће подразумева књигу чија висина, ширина и дебљина не прелазе десет центиметара, док је по америчким стандардима то углавном три инча (7.62 цм).
Минијатурна књига настала је и постала популарна првенствено јер их је било практично и лако одржавати и носити са собом. Први примерци настали су још у старом Вавилонском царству и Месопотамији, а очувани су и до данас. Заправо, то су биле таблице малих формата које садрже податке о трговини и администрацији. Временом, како се развијала и унапређивала техника штампе и коричења, тако су људи све више опробавали своје умеће и стварали још мање књиге са још комплекснијим  корицама. Данас се оне углавном не штампају ради читања, за које је неопходна лупа, а у неким случајевима и електронски микроскоп, већ представљају својеврсну уметничку дисциплину која захтева умеће.

## О збирци
Највећи део фонда збирке чине књиге супруге Љубивоја Ршумовића, Наташе Ршумовић, која је је током читавог живота сакупљала књиге малих формата. Осим тога, у фонду се налази и својевремено најмања књига на свету од само 3,5 милиметара, књига Давидових псалама коју је одштампао Гутембергов музеј из Немачке. Колекцији припада и џепна библиотека од шеснаест књига из Јерменије, као и велики број књига на другим језицима, речници, књиге бајки за децу и друго. Између осталог, део збирке су и минијатурни будистички молитвеници које је Виктор Лазић, оснивач Удружења „Адлигат”, доносио у Музеј са својих путовања, али и минијатурне етиопијске књиге које се носе око врата као украси и амајлије. Удружење у оквиру Збирке православних књига из Етиопије у Музеју књиге и путовања има изложене и минијатурне књиге на пергаменту од овчје и козје коже, од којих су неке старе и до две стотине година. 
Збирка Наташе Ршумовић је део сталне поставке у Музеју српске књижевности на Бањици, а књиге су изложене на полицама специјално израђеним за величину и облик ових књига. Од августа 2020. године, испред ових полица изложен је и део легата Љубивоја Ршумовића, његова писаћа машина, лични предмети, књига у рукопису и друго.

## Фото-галерија
- Једна од полица, део сталне поставке у Музеју српске књижевности
- Још један део збирке изложен у Музеју
- Псалми (Гутембергов музеј, Немачка, 3.5мм) у поређењу са величином поштанске маркице
- Минијатурна књига псалама у поређењу са величином поштанске маркице и кажипрста
- Минијатурне књиге Удружења „Адлигат”
- Библиотека од шеснаест књига из Јерменије која стаје у џеп са све полицом